# Lots of Nerve
Lots of Nerve è un cortometraggio muto del 1923 diretto da Noel M. Smith.

## Produzione
Il film fu prodotto dalla Century Film.

## Distribuzione
Distribuito dall'Universal Pictures, il film - un cortometraggio in due bobine - uscì nelle sale cinematografiche USA l'8 agosto 1923.